# 马萧林
马萧林（1967年5月—），男，汉族，河南尉氏人，中华人民共和国政治人物。现任河南博物院院长，研究馆员。第十三、十四届全国政协委员。